# Andreas Schmidt (leader nazi)
Pour les articles homonymes, voir Schmidt et Andreas Schmidt.
Andreas Schmidt né le 24 mai 1912, à Donnersmarkt (aujourd'hui Mănărade) (ro), Transylvanie, Autriche-Hongrie, mort à 36 ans en 1948, au camp « 1 Kapitalnaïa » du Goulag, Vorkouta, était un Saxon de Transylvanie, leader de la filiale du parti nazi dans sa communauté et membre de la Waffen-SS.

## Biographie
Fils d'un pasteur, il suit de 1923 à 1929 les cours du lycée de langue allemande Stefan Ludwig Roth de Mediaș où il apprend (mal) le roumain, puis il commence des études de droit à Cluj, mais, mauvais élève « au comportement de voyou », il est exclu et devance l'appel pour le service militaire dans l'armée roumaine. 
La Transylvanie connaît alors des conflits entre les différentes tendances politiques saxonnes. Au groupe conservateur, le Parti allemand, mené par Hans Otto Roth, s'oppose un courant pangermaniste dirigé par Fritz Fabritius. En 1935, du groupe de Fabritius se détache une fraction nazie : le Parti populaire allemand, mené par Alfred Bonfert et Waldemar Gust, que Schmidt suit. Les autorités roumaines interdisent cette organisation et le trio Bonfert-Gust-Schmidt forme alors le Nationale Arbeitsfront (Front national du travail).
En 1938, Andreas Schmidt part à Berlin pour étudier l'agronomie. Il y épouse Christa Berger, fille du Brigadeführer SS Gottlob Berger, chef du Hauptamt Volksdeutsche Mittelstelle (VoMi, « Office central pour les Allemands ethniques », courroie de transmission nazie pour les minorités allemandes hors-frontières) : son témoin est Heinrich Himmler. En octobre 1939, Andreas Schmidt devient SS-Untersturmführer et est renvoyé en Roumanie avec la mission d'y nazifier la communauté allemande. D'importants moyens financiers lui sont alloués pour cela.
Le roi Carol II combat alors fermement l'extrême-droite dans son pays, fait tirer à vue sur les rassemblements de la Garde de fer (organisation roumaine nationaliste et antisémite) et ouvre ses frontières au gouvernement polonais et aux rescapés de l'armée polonaise après l'invasion germano-soviétique de septembre 1939 ; il met le Service maritime roumain à contribution pour transporter les forces polonaises à Alexandrie où elles intègrent les troupes britanniques. Cette politique fait dire à Hitler : « la Roumanie est comme les États-Unis : elle est officiellement neutre, mais en réalité elle nous livre une guerre froide ». Dans ce contexte, Andreas Schmidt est nommé par le Troisième Reich représentant du Hauptamt Volksdeutsche Mittelstelle (VoMi), à la place de Wolfram Bruckner Volksgruppenleiter jugé trop tiède face au roi Carol II.
Le 13 mai 1939, la France et la Grande-Bretagne avaient garanti l'intégrité territoriale de la Roumanie, mais en juin 1940 la France s'effondre en une défaite sans précédent, l'Angleterre semble sur le point de succomber, l'URSS est une alliée objective de l'Allemagne nazie, et le prestige de celle-ci est au zénith. Carol II commence alors à « lâcher du lest », nomme des ministres pro-allemands et antisémites, offre à l'Allemagne des facilités économiques et laisse Andreas Schmidt recruter et enrôler 1 000 volontaires allemands de Roumanie dans la Waffen-SS.
En août 1940, par le Deuxième arbitrage de Vienne, Hitler redessine les frontières de la Roumanie et le 27 septembre 1940, Schmidt est nommé VoMi-Leiter, SS-Obergruppenfuehrer par Werner Lorenz autrement dit leader de fait de la communauté allemande de Roumanie. Le coup d'état menant à la prise de pouvoir du maréchal Antonescu, autoproclamé « Pétain roumain » et « Conducător » (guide, chef) et à l'abdication de Carol II, favorise encore plus les desseins d'Andreas Schmidt.
Après le déclenchement de l'« Opération Barbarossa » en juin 1941, Schmidt lui-même ne visite le front que pour encourager ses recrues, mais reste très actif à l'arrière, notamment sur le plan logistique et diplomatique. Il obtient du maréchal roumain que les Allemands de Roumanie qui le demandent puissent être exemptés de service militaire dans l'armée roumaine (qu'il qualifiait de « chaotique, corrompue, lâche et inefficace jusque dans l'extermination des juifs ») s'ils s'enrôlaient dans la Waffen-SS et grâce à ses efforts, le 12 mai 1943, après la défaite de Stalingrad, Hitler et Antonescu signent un accord transférant les recrues germanophones de l'armée roumaine dans la Wehrmacht. Environ 50 000 soldats, représentant 80 % des recrues germanophones, sont concernés.
Le 23 août 1944, la Roumanie « retourne sa veste » en déclarant la guerre à l'Allemagne et en accueillant l'Armée rouge en alliée. Le dictateur Antonescu est arrêté. Andreas Schmidt qui se trouvait alors à Berlin est parachuté sur Bucarest avec un commando SS et en compagnie d'un fasciste roumain, Constantin Stoicănescu, pour anéantir la mission inter-alliée du SOE Autonomous et libérer le maréchal Antonescu afin de le remettre au pouvoir : c'est l'opération Regulus.
La mission échoue, Schmidt est capturé et, comme tous les prisonniers allemands, y compris ceux originaires de la communauté allemande de Roumanie, il est remis aux Soviétiques conformément aux décisions du gouvernement allié de Constantin Sănătescu se conformant à l'ordre soviétique n° 7161. Ses écrits, publiés chez Krafft & Drotleff de Sibiu, sont interdits par les nouvelles autorités,. Lui-même est jugé en URSS et interné au Goulag où il meurt au bout de quatre ans de détention. Sa famille est expulsée vers l'Allemagne.

## Écrits
- Nationalsozialistischer Volkstumskampf (« La lutte culturelle populaire nationale-socialiste », 1942 et 1943)
- Wir erziehen das neue Geschlecht! (« Éduquons la nouvelle génération ! », 1943)
- Der Sieg des Sozialismus in Europa  (« La victoire du socialisme en Europe », 1944)

## Sources
1. ↑  Paul Milata: Der Lebenslauf des „Volksgruppenführers“ Andreas Schmidt, Zeitschrift für Siebenbürgische Landeskunde, 1/2005.
2. ↑  Adolf Schmidt: Donnersmarkt in Siebenbürgen. Familienbuch mit der Ahnentafel, Verlag der Siebenbürgischen Stiftung, München, 2001
3. ↑  Friedrich Spiegel-Schmidt, Lóránt Tilkovszky, Gerhard Seewann et Norbert Spannenberger : Akten des Volksgerichtsprozesses gegen Franz A. Basch, Volksgruppenführer, Oldenbourg 1999,  (ISBN 3-486-56485-4).
4. ↑  Înrolarea etnicilor germani în unități SS, 1939-1943 et Dieter Schlesak : Capesius, der Auschwitzapotheker; Dietz, Bonn 2006,  (ISBN 3-8012-0369-7)
5. ↑  Grigore Gafencu (trad. Andrei Niculescu, préf. Teodor Baconschi), Préliminaires de la guerre à l'Est : de l'Accord de Moscou (21 août 1939) aux hostilités en Russie (22 juin 1941, București, Curtea Veche, 2011, 589 p. (ISBN 978-606-588-175-4 et 606-588-175-9)
6. ↑  Norbert Spannenberger : Der Volksbund der Deutschen in Ungarn 1938–1945 unter Horthy und Hitler, Oldenburg 2005,  (ISBN 3-486-57728-X) (Seite 309), Mariana Hausleitner : Die Rumänisierung der Bukowina, Oldenbourg 2001,  (ISBN 3-486-56585-0) et Die Heranziehung der Rumänien-Deutschen zum Dienst in der Waffen-SS: von der ersten „1000-Mann-Aktion” bis zum SS-Abkommen des Jahres 1943.
7. ↑  Mihai Pelin, Antonescu, le Pétain roumain et ses guerres, Ed. Iosif Constantin Drăgan, Venise 1988
8. ↑  Klaus Popa (de) : Die Herrschaftsbestrebungen des Volksgruppenfuehrers und Machtmenschen Andreas Schmidt und die Deutsche Volksgruppe in Rumaenien (1940–1944) als Paradebeispiel fuer NS-Fanatisierung und –Instrumentalisierung
9. ↑  Florian Roth : Dr Hans Otto Roth (1890–1953) – Betrachtungen seines Enkels über den bedeutendsten rumäniendeutschen Politiker des 20. Jahrhunderts (PDF).
10. ↑  Johannes Frießner : Verratene Schlachten, die Tragödie der deutschen Wehrmacht in Rumänien ("Batailles trahies, la tragédie de la Wehrmacht en Roumanie"), éd. Holsten-Verlag, Leinen 1956.
11. ↑  « heinrich boll », sur www.cafeneaua.com (consulté le 14 janvier 2018)
12. ↑  William Totok, Elena-Irina Macovei, (ro)  « De la S.D. la Securitate, biografia secretă a lui Fritz Cloos », in: Caietele CNSAS N° 14, 2/2014, pp. 201–219, .
13. ↑  Winston Churchill, The Second World War, Bantam Books, N.Y. 1977 ; Documents on German foreign policy 1938-1945, Her Majesty’s stationary office, Londres 1956 ; Nicolette Frank, La Roumanie dans l’engrenage, Elsevier-Sequoia, Paris 1977 et Le Journal du général Sănătescu, éd. Humanitas, Bucarest 1999.
14. ↑  « Buchstabe S, Liste der auszusondernden Literatur. Herausgegeben von der Deutschen Verwaltung für Volksbildung in der sowjetischen Besatzungszone. Vorläufige Ausgabe nach dem Stand vom 1. April 1946 (Berlin: Zentralverlag, 1946). », sur www.polunbi.de (consulté le 14 janvier 2018)
15. ↑  « Buchstabe S, Liste der auszusondernden Literatur. Herausgegeben von der Deutschen Verwaltung für Volksbildung in der sowjetischen Besatzungszone. Erster Nachtrag nach dem Stand vom 1. Januar 1947 (Berlin: Zentralverlag, 1947). », sur www.polunbi.de (consulté le 14 janvier 2018)
16. ↑  Sa femme Christa était morte en 1942 à Brașov : Adolf Schmidt : Donnersmarkt in Siebenbürgen. Familienbuch mit der Ahnentafel, éd. Siebenbürgischen Stiftung, Munich, 2001.